# Lee Tinsley
Lee Tinsley (Shelbyville, Kentucky; 4 de marzo de 1969 – Scottsdale, Arizona; 12 de enero de 2023) fue un beisbolista y entrenador de béisbol de Estados Unidos que jugó cinco temporadas con tres equipos en la MLB en la posición de outfielder y fue mánager por 10 temporadas.

## Biografía

### Jugador
Fue elegido en la primera ronda del Draft de 1987 por los Oakland Athletics sin haber llegado a la universidad, jugando para tres equipos filiales en tres años hasta ser traspasado a los Cleveland Indians el 26 de junio de 1991 por Brooke Jacoby y un jugador de ligas menores. No llegó a jugar con Cleveland y solo pasó por equipos AA y AAA.
El 21 de septiembre de 1992 es tomado de waivers por los Seattle Mariners, jugó con la filial AAA hasta su debut en la MLB el 6 de abril de 1993 ante los Baltimore Orioles, y en ese mismo partido pegó su primer hit ante Greg Olson que mandó el partido a extra innings. Su primerr cuadrangular lo pegó el 21 de julio de 1993 ante los New York Yankees ante el lanzador Steve Farr, pero en la temporada apenas bateó para .159.
El 22 de marzo de 1994 es traspasado a los Boston Red Sox, participando en 78 partidos y promedío .222 con 13 bases robadas en esa temporada. En 1995 tuvo una racha de 14 partidos consecutivos conectando al menos un hit y logró 15 bases robadas, participó en 100 partidos y su promedio fue de .284. El 29 de enero de 1996 es traspasado a los Philadelphia Phillies junto a Glenn Murray y Ken Ryan a cambio del lanzador Heathcliff Slocumb y dos jugadores de ligas menores.
Jugó 31 partidos con Philadelphia antes de que lo regresaran a Boston el 9 de junio, con quienes jugó en 92 partidos y su promedio de bateo fue de .245. En la temporada de 1997 regresa a los Seattle Mariners, donde jugó 19 de los primeros 24 partidos pero una lesión de hombro lo sacó del roster titular en mayo. Fue reactivado a inicios de agosto, pero regresó a la lista de lesionados el 21 de agosto, disputando solo 49 partidos en la temporada con un promedio de apenas .197.
Entre 1998 y 1999 estuvo en equipos AAA de los Anaheim Angels, Montreal Expos y Cincinnati Reds, en el 2000 jugó en la Western Baseball League con los Valley Vipers para después ir a México a jugar con los Acereros de Monclova y los Olmecas de Tabasco para retirarse en 2002.

### Entrenador
Inicío como entrenador de bateo en equipos AAA para luego ser instructor de equipos filiales de Los Angeles Angels y en 2003 pasó a los Arizona Diamondbacks como coordinador de los outfielders. También fue el entrenador de primera base de los Arizona Diamondbacks de 2006 a 2008. Tinsley fue el coordinador de corredores/jardineros de ligas menores de los Chicago Cubs de 2011 a 2013. Fue nombrado mánager de los Ogden Raptors en 2014, pero optó por unirse a los Cincinnati Reds como entrenador asistente de bateo. El 22 de octubre de 2015, Tinsley no renovó su contrato con los Reds.

## Vida personal
Tinsley tuvo tres hijos.

## Muerte
Lee Owen Tinsley falleció el 12 de enero de 2023 en Scottsdale, Arizona, a la edad de 53 años. No se informó causa del fallecimiento[1] [2]